# 소계항
소계항은 경상남도 거제시 장목면 외포리에 있는 어항이다. 2003년 2월 3일 어촌정주어항으로 지정하여 관리하고 있다. 시설관리자는 거제시장이다.

## 어항 연혁
- 본래 작은 닭섬이라 하였는데 남쪽 대계(大鷄)마을과의 경계끝에 있는 섬의 형태가 닭모양이고 날개죽지와 같아 닭섬이라 하고 북쪽 작은 갯가마을이라 소계(小鷄)라 하였다.

## 어항 구역
- 수역: 미지정(거제시 장목면 외포리 1218-4번지 수역)
- 육역: 미지정

## 어항 시설
- 물양장, 방파제

## 주요 어종
- 대구, 물메기, 아귀, 광어 등